# Juda (Wisconsin)
Juda – jednostka osadnicza w Stanach Zjednoczonych, w stanie Wisconsin, w hrabstwie Green.